# 3447 Беркголтер
3447 Беркголтер (3447 Burckhalter) — астероїд головного поясу, відкритий 29 вересня 1956 року.
Тіссеранів параметр щодо Юпітера — 3,770.
Названий на честь американського астронома Чарльза Беркголтера.